# Praz Coutant
Praz Coutant est une localité de France située en Haute-Savoie, sur la commune de Passy, au pied de la pointe de Platé et au-dessus de la vallée de l'Arve.

## Histoire
Initialement à vocation agropastorale, l'activité de Praz Coutant connaît à partir du début du XXe siècle une évolution avec l'installation de sanatoriums dont celui de Martel Janville et le centre médical de Praz-Coutant. Le site fut accessible par un téléphérique depuis Chedde.
C'est des rochers des Échines sur les hauteurs de Praz Coutant qu'est parti le glissement de terrain à l'origine de la catastrophe du plateau d'Assy en 1970 qui détruit en partie le sanatorium du Roc des Fiz.